# Minneparken
Minneparken, på folkemunde kendt som Ruinparken, er en park i tilknytning til Oslo torg i Gamlebyen i Oslo. Parken indeholder ruinerne af Oslos første domkirke: Hallvardskatedralen, Olavsklosteret og Korskirken. Minneparken blev indskrænket samtidig med udvidelsen af Bispegatas østre forløb mod slutningen af 1930'erne og begyndelsen af 1960'erne, da det blev lagt betonlag over den sydlige del af Hallvardskatedralen. Olavsklosteret er i dag under ruinrestaurering ved Riksantikvaren.
Parken dækker omkring 13,7 ha.